# جون هينيسي (لاعب كرة قدم أمريكية)
جون هينيسي (بالإنجليزية: John Hennessy)‏ هو لاعب كرة قدم أمريكية أمريكي، ولد في 12 مارس 1955 في شيكاغو في الولايات المتحدة.